# Olympische Sommerspiele 1992/Teilnehmer (Saudi-Arabien)
| Gelbes Symbol für Goldmedaillen mit stilisierten Olympischen Ringen | Graues Symbol für Silbermedaillen mit stilisierten Olympischen Ringen | Braundes Symbol für Bronzemedaillen mit stilisierten Olympischen Ringen |
| ------------------------------------------------------------------- | --------------------------------------------------------------------- | ----------------------------------------------------------------------- |
| —                                                                   | —                                                                     | —                                                                       |

Saudi-Arabien nahm an den Olympischen Sommerspielen 1992 in Barcelona mit einer Delegation von neun männlichen Athleten an dreizehn Wettkämpfen in fünf Sportarten teil. Es konnten dabei keine Medaillen gewonnen werden.

## Teilnehmer nach Sportarten

### Fechten
- Sami al-Baker
Säbel, Einzel: 43. Platz

### Leichtathletik
- Mohamed Barak al-Dosari
3000 Meter Hindernis: Halbfinale

- Khaled al-Khalidi
Kugelstoßen: 21. Platz in der Qualifikation
Diskuswurf: 30. Platz in der Qualifikation

### Radsport
- Medhadi al-Dosari
Straßenrennen: DNF
100 Kilometer Mannschaftszeitfahren: 26. Platz

- Saleh al-Qobaissi
Straßenrennen: DNF
100 Kilometer Mannschaftszeitfahren: 26. Platz

- Mohamed al-Takroni
Straßenrennen: DNF
100 Kilometer Mannschaftszeitfahren: 26. Platz

### Schwimmen
- Hussein al-Sadiq
100 Meter Freistil: 65. Platz
200 Meter Freistil: 48. Platz
400 Meter Freistil: 45. Platz
1500 Meter Freistil: 30. Platz

- Ziyad Kashmiri
100 Meter Schmetterling: 61. Platz
200 Meter Schmetterling: 45. Platz

### Tischtennis
- Raed Hamdan
Einzel: Gruppenphase